# Навител Навигатор
Навител Навигатор — платная программа для спутниковой навигации, выпускаемая российской компанией АО «Центр навигационных технологий». По итогам 2012 года доля NAVITEL на рынке навигационных систем СНГ составляло не менее 84 % (по данным GFK).
Кроме того, навигационная программа «Навител Навигатор» реализуется на рынках стран СНГ, Европы, Азии и Латинской Америки. Выпускается для автомобильных мультимедийных систем, смартфонов и планшетов с GPS-приёмником на базе Android, iOS, Windows Phone, Windows Mobile, BlackBerry OS, Symbian, Bada, Java, а также для автомобильных навигаторов на базе Windows CE и Linux.

## История создания
Первые продажи программы «Навител Навигатор» начались в России в июле 2006 года. Картографическая основа, по данным производителя, предоставляется Роскартографией с последующей обработкой самой организацией (в части уточнения местоположения объектов, нанесения дополнительных слоёв и т. п.). В 2016 году АО «ЦНТ» выпустило подробные навигационные карты всей России, включая 13 324 городов и населенных пунктов с высокой детализацией. Также были выпущены навигационные карты следующих стран: Австрия, Азербайджан, Албания, Андорра, Армения, Беларусь, Бельгия, Болгария, Босния и Герцеговина, Бразилия, Ватикан, Великобритания, Венгрия, Вьетнам, Германия, Гибралтар, Греция, Грузия, Дания, Индия, Иран, Исландия, Испания, Италия, Казахстан, Кипр, Колумбия, Кыргызстан, Латвия, Литва, Лихтенштейн, Люксембург, Македония, Мальдивы, Мальта, Мексика, Молдова, Монако, Нидерланды, Норвегия, остров Мэн, Пакистан, Перу, Польша, Португалия, Россия, Румыния, Сан-Марино, Сербия, Словакия, Словения, Таджикистан, Турция, Узбекистан, Украина, Филиппины, Финляндия, Франция, Хорватия, Черногория, Чехия, Швейцария, Швеция, Эстония. По утверждениям самой компании, на начало 2016 года насчитывалось более 30 млн активаций программы «Навител Навигатор».
Ранее компания использовала данные системы мониторинга «Смилинк», но в конце 2008 года запустила собственный сервис информирования участников движения о заторах на дорогах «Навител. Пробки». Этот сервис работает на территории всего официального картпокрытия «Навител» во всех странах. По утверждениям компании, на октябрь 2009 года насчитывается более 80 тыс. пользователей в сутки в пределах Москвы и более 130 тыс. пользователей сервиса в сутки по территории всей России. Сервис Навител. Пробки является бесплатным.
В 2008 г. компания выпустила серию автомобильных навигаторов Navitel с собственной программой и картами в комплекте.
На начало 2016 года Navitel предлагает пользователям несколько бесплатных интерактивных сервисов:
- Навител. События[14]. Интерактивный сервис, позволяющий пользователям отмечать и видеть на карте навигационного устройства отметки других пользователей о различных событиях: Аварии, камеры слежения, дорожные работы, другие события.
- Динамические POI[15]. Сервис предоставляет актуальную динамическую информацию о различных типах точек интереса на картах стран. В том числе информацию о стоимости топлива на автомобильных заправках, актуальные расписания сеансов в кинотеатрах.
- Навител. SMS[16]. Сервис позволяет обмениваться координатами между пользователями для определения текущего местоположения друг друга, а также передавать координат какого либо объекта. Стоимость исходящего SMS — по стандартной тарификации вашего оператора.
- Навител. Погода[17]. Позволяет просматривать прогноз погоды в любой точке Мира, информация о погоде доступна на три дня вперед.
- Навител. Друзья[18]. Позволяет наблюдать за местоположением своих друзей на карте в режиме реального времени, прокладывать маршрут до точки, где они находятся, и обмениваться сообщениями.
- Навител. Новости[19]. Сервис позволяет следить за новостями о скидках, специальных предложениях и обновлениях программы.
- Навител. Облако[20]. Сервис позволяет сохранить на облачном сервере путевые точки, историю поиска и профили настроек для удобства синхронизации между несколькими устройствами или их восстановления в случае переустановки программы.
- Навител. Пробки. Позволяет в режиме реального времени следить за ситуацией на дорогах.
- Сервис бронирования от Booking.com[21]. Встроенный в программу Навител Навигатор сервис бронирования позволяет забронировать номер в отеле прямо из программы.

В 2011 году Навител запустил собственные веб-карты с возможностью просмотра пробок и построения маршрута, доступный по адресу https://navitel.ru/map/
В феврале 2021 года на смену 9 версии, для системы Android вышел релиз 11 версии. В этой версии были удалены сервисы: Навител.Друзья, Навител.СМС. Стал неотключаемым Сервис бронирования от Booking.com. Отключаемые on-line сервисы: Навител.Пробки, дорожные события (вносимые пользователями) и предупреждения о дорожных знаках и камерах (Speedcam). Появился голосовой ввод в поисковой строке, а также поиск объектов вдоль проложенного маршрута. Добавлен проекционный дисплей (в зеркальной ориентации для отражения в переднем стекле автомобиля ночью), который показывает текущую скорость, время прибытия в конечный пункт, ближайший знак ограничения скорости и ближайший поворот.

## Системные требования
- Операционная система: Windows Mobile (включая коммуникаторы с сенсорным экраном), поддерживается Windows CE, Windows Phone, iOS, Android OS и Symbian OS.
- Оперативная память: от 14 Мб (в зависимости от объёма загруженной карты)
- Разрешение: поддерживаются все стандартные разрешения экранов, включая квадратные. Портретный и ландшафтный режимы.
- Интерфейсы: внешний GPS-приёмник может подключаться через COM-порт, USB, Bluetooth, а также CompactFlash, SD

## Возможности
- Поддержка протоколов обмена навигационной информацией NMEA, SiRF binary и Garmin
- Поддержка аппаратного ускорения графики (OpenGL)
- Поддержка работы с треками (хотя отмечаются недостатки)[23]
- Поддержка сменных скинов (визуальных оболочек программы)
- Настраиваемый фильтр отображения POI[24] (точек интереса — объектов различных типов, например, заправок, пунктов техобслуживания, ресторанов, кафе, отелей, достопримечательностей, магазинов, аптек, больниц и административных зданий)
- Широкая база Speedcam с указанием мест расположения стационарных камер, передвижных радаров, камер контроля скорости, Также содержится информация о дорожных неровностях и опасных участках.
- Возможность загружать сторонние базы Speedcam (радары, передвижные и стационарные камеры слежения за скоростью, ограничения скорости, предупреждения о плохом дорожном покрытии, прочее)
- Поиск по адресам и объектам на карте
- Настраиваемый интерфейс (можно отключать или включать кнопки управления в программе)
- Поддержка сторонних пакетов голосовых подсказок, возможность создавать собственные.[25]
- Поддержка трехмерных развязок
- Отображение полосности дорог, расчет маршрута с учетом многополосного движения и визуальные подсказки при движении по маршруту
- Информация о двух следующих маневрах
- Отображение этажности зданий
- Возможность подключения сервиса информации о пробках. Поддерживается только собственный сервис Навител (маркетинговое название: Навител. Пробки). Другие службы, например, Яндекс.Пробки, Пробковорот, не поддерживаются.[26] Сервис Навител. Пробки является бесплатным для всех лицензионных пользователей[12][27]. Сервис Навител. Пробки работает на территории всего официального картографического покрытия АО «ЦНТ», включая всю Россию, Украину, Республику Беларусь и Казахстан.

## Версии

### Версии программы
- 12.5.179 для Android
- 9.13 для iOS (iPhone/iPad)
- 9.9.449 Windows Mobile
- 9.9.449 для Windows Phone
- 9.7.2172 для BlackBerry
- 9.8.57 для автомобильных навигаторов под управлением Windows CE
- 7.5. для автомобильных навигаторов под управлением Windows CE (Поддерживает карты до Q3 2013)
- 5.1.1 для BADA
- 5.0.4.2 для Symbian OS

## Отзывы в СМИ
По функциональным возможностям эта система близка к пакету «Автоспутник», но выгодно отличается набором картЖурнал «PC Magazine/Russian Edition», 22 ноября 2007 г
В 2008 г. на российском рынке мобильных навигационных систем боролись две программы: «Автоспутник» и «Навител Навигатор». Мы очень долго выбирали систему, которая заняла бы место лауреата нашего обзора. И после длительных дискуссий (почти баталий!) все-таки остановились на системе «Автоспутник». (Пакет «Навител Навигатор» честно заработал свою специальную премию, но в целом буквально чуть-чуть уступил сопернику.)Журнал «PC Magazine/Russian Edition», 9 ноября 2008 г
Главное достоинство программы - значительная область покрытия ... Среди недостатков «Навител Навигатора» — не всегда понятный, неудобный интерфейс, «тормоза» при прокладке/ перепрокладке маршрута и при масштабировании. Кое-где карты грешат неточностями и ошибками. Справедливости ради заметим, что такие места обычно находятся в глубинке, вдали от оживленных трассЖурнал «Компьютерра», 17 июня 2008 г
Наибольшее количество «правильных» пробок определил «Навител Навигатор», который с результатом в сорок две пробки оказался на первом месте. На втором месте с результатом в сорок пробок идет City Guide. На третьем месте с тридцати восьмью правильно определенными заторами — «Яндекс.Пробки». Замыкает список «Пробковорот» с числом тридцать семь пробок.Журнал «Mobile News», май 2009 г
...по сумме штрафных баллов Навител Навигатор занял шестое место... Навигационные системы Навител Навигатор и СитиГид вполне можно использовать как с онлайн-информацией, так и без неё, но строить маршрут автоматически с учетом пробок мы не советуем. Надеемся, что компании сделают выводы, и в дальнейшем маршруты с учетом заторов будут более адекватными.Сайт  «IXBT», GPS-CLUB 2 марта 2010 г

## Карты для Навител Навигатор
- Согласно утверждениям производителя, карты России для Навител Навигатор создаются при поддержке федеральных органов Роскартографии и имеют лицензированную основу. В рекламных материалах фирмы говорится, что они дополнительно обрабатываются и выверяются собственным отделом геодезии и картографов[33]. Однако, тем не менее, в картах Навитела присутствуют ошибки, о которых пользователи сообщают на официальном форуме для последующего исправления[34] . На начало 2012 года детализированными картами покрыта вся территория России.

Карты России для Навител Навигатор на третий квартал 2016 года включают в себя около 161,2 тыс. населенных пунктов (в том числе 13 324 населённых пунктов с высокой детализацией).
Cуществует множество «неофициальных» карт для «Навител Навигатор», то есть бесплатных и не требующих активации. Преимущество таких карт в том, что на них гораздо быстрее обновляется информация о дорожном покрытии, детальное отображение небольших городов, а также быстрое исправление маршрутизации в соответствии с изменениями на дороге. Однако подобные любительские карты несовместимы с официальными и не могут работать с ними в составе единого атласа.
Начиная с версии программы Навител Навигатор 5.0.4, при использовании неофициальных карт наблюдается неправильная работа голосовых предупреждений, сильно затрудняющая восприятие верных подсказок. Во время движения по заданному маршруту по прямой линии навигатор очень часто с интервалом в несколько секунд воспроизводит подсказки с просьбой перестроиться, называя направление и съезд. Судя по сообщениям на официальном форуме, разработчикам известно об этой проблеме, однако, вместо её решения, рекомендуется использовать официальные карты. Таким образом, для использования неофициальных карт необходимо довольствоваться версией программы 5.0.3, в которой отсутствует ряд полезных и удобных нововведений, либо отключать звуковые подсказки.
Начиная с версии 5.5 в неофициальных картах некорректно работает поиск, что ещё более затрудняет их использование.
10 апреля 2012 года Навител объявил о стратегическом партнёрстве с компанией AND Automotive Navigation Data по выпуску карт стран Западной Европы для Навител Навигатор.

## GPS-навигаторы Navitel
С 2009 года АО «ЦНТ» выпускает собственные автомобильные навигаторы под брендом NAVITEL. На сегодняшний день представлено несколько моделей автомобильных GPS-навигаторов, различающихся размером диагонали, мультимедийной составляющей, дополнительными функциями и поддержкой сервиса информации о пробках Навител. Пробки.

## Навител на различных навигационных устройствах
АО «ЦНТ» сотрудничает с ведущими производителями КПК, коммуникаторов, автомобильных навигаторв: (HTC, Acer, Asus, RoverPC, E-TEN (марка glofiish), Gigabyte и другими), так и устройств персональной навигации: Aerovision, Alpine, Atlas, BBK Electronics, Bravium, Carman-i, Challenger, Concorde, Desay, Digma, Divox, Elmon, EPLUTUS, Explay, FLY, Global Navigation, GlobalSat, GlobusGPS, GLOSPACE, GOCLEVER, Hyundai, JJ-Connect, JVC, Lexand, Mio, Mircom, MONGOOSE, Mystery, Naviangel, Navispace, Navroad, Neoline, Nexx, Novex, NTW, Odeon, Phantom, PRESTIGIO, Prology, Seeway, Shivaki, Shturmann, SKYNAVI, SOUPT, SPHINX, TeXet, Tibo, Treelogic, Varta, Velas, Voxtel, XDevice и другими.

## Награды
- Журнал PC Magazine/RE присудил «Навигатору» специальную премию по итогам 2008 года.[29][36]
- В номинации «Навигационное ПО для смартфонов» категории «Мобильные и цифровые устройства» национальной премии «Продукт года» в 2014 году победу одержал Навител Навигатор 8.
- Навител Навигатор — «Продукт года 2016» в номинации «Навигационное ПО для смартфонов»[37]

## Критика
Несмотря на популярность, программа имеет ряд неудобств:
- Нет возможности в настройках программы вручную задать номер COM-порта и скорость работы GPS-приёмника — программа всегда выполняет поиск автоматически в порядке возрастания номеров портов. Из-за этого на устройствах, где порту GPS-приёмника предшествуют другие доступные порты, особенно связанные с Bluetooth и другими службами, первичный поиск приёмника может занимать до 10—15 минут. Также из-за этого в устройствах, имеющих встроенный GPS-приёмник с низкой чувствительностью, использование внешнего приёмника чрезвычайно затруднено, и требует применения специальных программ.
- Несмотря на то, что при работе с длинными списками справа отображается традиционная полоса прокрутки, нет возможности листать список одиночными касаниями этой полосы, как это делается в интерфейсе Windows — требуется «зацепить» движок нажатием и тянуть его, не отрывая пальца или пера от экрана. Такая техника хорошо работает лишь с достаточно чувствительным емкостным сенсорным экраном, на менее чувствительных резистивных экранах она часто дает сбои.
- Даже если в системе есть экранная сенсорная клавиатура с типовым расположением клавиш — программа не открывает её автоматически, предоставляя взамен собственную экранную клавиатуру.
- Не используется традиционное для Windows CE «долгое» нажатие на экран — все действия, кроме перемещений, выполняются только одиночными короткими нажатиями, отчего увеличиваются количество и сложность действий.
- Нет возможности менять порядок проезда промежуточных точек маршрута — порядок точек всегда устанавливается автоматически.
- При прокладывании маршрута по городу не учитывается время, необходимое для выполнения левых поворотов. В результате, проложенный маршрут часто оказывается неудобным и более длительным, чем проложенный прямо, даже с учётом пробок.
- Закрытость формата nm3. Спецификации формата закрыты, конвертер из польского формата не доступен.
- Ограниченная поддержка карт формата nm2 версиями 5.1 и выше. При использовании любительских карт возможны проблемы с индексацией карт, адресным поиском.

## Споры об авторстве программы
По утверждению Игоря Сапунова, бывшего заместителя директора ЗАО «Русса», ныне выдающего себя за автора программы ГИС Русса, компания Навител образовалась с момента якобы кражи исходных кодов программы.. Автор ГИС Русса Константин Галичский подтверждает, что Навител Навигатор 2.0 действительно был разработан на основе ГИС Русса, однако о «краже» говорить неуместно, поскольку ГИС «Русса» была разработана им по договору с ЗАО «Русса», и очевидно, что тексты изначально находились в его распоряжении.
В решении Тверского районного суда г. Москвы от 27.06.07 по делу N 2-311/07, устанавливающем авторство Константина Галичского в отношении программы ГИС Русса, отражено, что в 2006 г. ЗАО «РУССА» прекратило выплачивать ему отчисления от продаж программы, мотивируя это отсутствием продаж при том, что фактические данные свидетельствуют об их неуклонном росте.
В этих условиях решение Галичского прекратить сотрудничество с ЗАО «Русса» и использовать исходные коды программы для дальнейшей разработки представляется вполне обоснованным. Навител Навигатор был разработан в рамках сохранившегося у автора права на переработку произведения (ч. 9 ст. 1270 ГК РФ). Авторский договор К. Галичского с ЗАО «РУССА» прекратил своё действие в результате нарушения обязательств по договору со стороны организации.